# Austin Freeman
Ne doit pas être confondu avec Richard Austin Freeman.
Austin Mambu Freeman Jr, né le 6 mai 1989 à Mitchellville au Maryland, est un joueur américain de basket-ball.